# Anatrachyntis incertulella
The Pandanus Flower Moth (Anatrachyntis incertulella) là một loài bướm đêm thuộc họ Cosmopterigidae. Nó được tìm thấy ở Queensland, the Austral Islands, Fiji, Hawaii, Nhật Bản, quần đảo Marquesas, Pitcairn Island, Rodrigues và the Society Islands.
Ấu trùng ăn Pandanus species, bao gồm Pandanus tectorius.